# Corea del Sud ai Giochi della XIV Olimpiade
La Corea del Sud partecipò ai Giochi della XIV Olimpiade, svoltisi a Londra, dal 20 luglio al 14 agosto 1948,
con una delegazione di 46 atleti, di cui 1 donna, impegnati in 7 discipline,
aggiudicandosi 2 medaglie di bronzo.

## Medagliere

### Per discipline
| Sport             | Oro | Argento | Bronzo | Totale |
| ----------------- | --- | ------- | ------ | ------ |
| Pugilato          | 0   | 0       | 1      | 1      |
| Sollevamento pesi | 0   | 0       | 1      | 1      |
| Totale            | 0   | 0       | 2      | 2      |

### Medaglie
| Medaglia | Atleta        | Sport             | Evento     |
| -------- | ------------- | ----------------- | ---------- |
| Bronzo   | Han Su-An     | Pugilato          | Pesi mosca |
| Bronzo   | Kim Seong-Jip | Sollevamento pesi | Pesi medi  |

## Risultati

### Calcio
| Atleta | Classifica |                          |
| --- | --- | ------------------------ |
| V · D · M Nazionale sudcoreana · Calcio ai Giochi Olimpici Estivi 1948 P Cha S.C. · P Hong D.J. · D Lee S.D. · D Park D.J. · D Park K.C. · C Choi S.G. · C Kim K.H. · C Lee Y.H. · C Min B.D. · A An J.S. · A Bai C.G. · A Chung K.C. · A Chung N.S. · A Kim Y.S. · A Oh K.W. · A Woo Z.W. · CT : Lee Y.M. | 5° |                          |
| Nazionale sudcoreana · Calcio ai Giochi Olimpici Estivi 1948 | |                          |
| P Cha S.C. · P Hong D.J. · D Lee S.D. · D Park D.J. · D Park K.C. · C Choi S.G. · C Kim K.H. · C Lee Y.H. · C Min B.D. · A An J.S. · A Bai C.G. · A Chung K.C. · A Chung N.S. · A Kim Y.S. · A Oh K.W. · A Woo Z.W. · CT: Lee Y.M.                                                                         | P Cha S.C. · P Hong D.J. · D Lee S.D. · D Park D.J. · D Park K.C. · C Choi S.G. · C Kim K.H. · C Lee Y.H. · C Min B.D. · A An J.S. · A Bai C.G. · A Chung K.C. · A Chung N.S. · A Kim Y.S. · A Oh K.W. · A Woo Z.W. · CT: Lee Y.M. | Corea del Sud (bandiera) |

### Pallacanestro
| Atleta | Classifica |
| --- | ---------- |
| V · D · M Nazionale sudcoreana - Pallacanestro ai Giochi della XIV Olimpiade 3 Jang · 5 O · 6 Bang · 7 Lee S. · 8 Lee J. · 9 Kang · 10 Jo · 11 Kim · 12 An · All. Lee Seong-gu | 8°         |
| Nazionale sudcoreana - Pallacanestro ai Giochi della XIV Olimpiade |            |
| 3 Jang · 5 O · 6 Bang · 7 Lee S. · 8 Lee J. · 9 Kang · 10 Jo · 11 Kim · 12 An · All. Lee Seong-gu                                                                              |            |